# Nobuyuki Kojima
Nobuyuki Kojima (小島 伸幸?, Kojima Nobuyuki; Maebashi, 17 gennaio 1966) è un ex calciatore giapponese, di ruolo portiere.